# Barbaste
Bar-baste est une commune du Sud-Ouest de la France, située dans le département de Lot-et-Garonne (région Nouvelle-Aquitaine).

## Géographie

### Localisation
Commune de l'aire d'attraction de Nérac située dans son unité urbaine sur la route nationale 655 entre Casteljaloux et Lavardac, à 3 km à l'ouest de Nérac.

### Communes limitrophes
Les communes limitrophes sont Xaintrailles, Durance, Lavardac, Nérac, Pompiey et Réaup-Lisse.
| Pompiey | Xaintrailles | Lavardac |
| Durance | Barbaste     | Nérac    |
|         | Réaup-Lisse  |          |

### Hydrographie

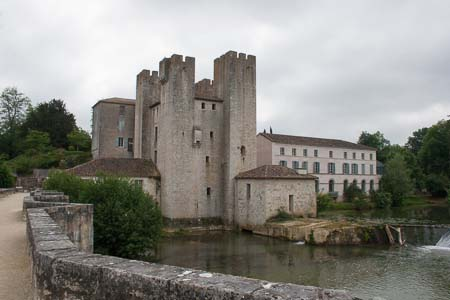
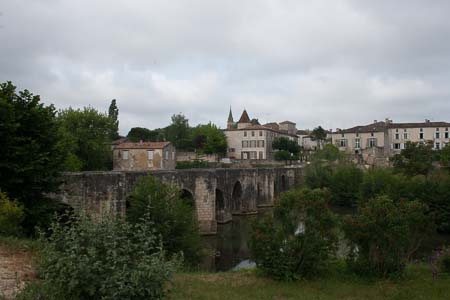

La Gélise arrose la commune.

### Climat
Pour des articles plus généraux, voir Climat de la Nouvelle-Aquitaine et Climat de Lot-et-Garonne.
Historiquement, la commune est exposée à un climat océanique aquitain.  
En 2020, Météo-France publie une typologie des climats de la France métropolitaine dans laquelle la commune est exposée à un climat océanique altéré et est dans la région climatique Aquitaine, Gascogne, caractérisée par une pluviométrie abondante au printemps, modérée en automne, un faible ensoleillement au printemps, un été chaud (19,5 °C), des vents faibles, des brouillards fréquents en automne et en hiver et des orages fréquents en été (15 à 20 jours).
Pour la période 1971-2000, la température annuelle moyenne est de 13,6 °C, avec une amplitude thermique annuelle de 15,3 °C. Le cumul annuel moyen de précipitations est de 779 mm, avec 10,2 jours de précipitations en janvier et 6,3 jours en juillet. Pour la période 1991-2020, la température moyenne annuelle observée sur la station météorologique la plus proche, située sur la commune de Nérac à 6 km à vol d'oiseau, est de 13,9 °C et le cumul annuel moyen de précipitations est de 735,7 mm,. Pour l'avenir, les paramètres climatiques de la commune estimés pour 2050 selon différents scénarios d'émission de gaz à effet de serre sont consultables sur un site dédié publié par Météo-France en novembre 2022.

## Urbanisme

### Typologie
Au 1er janvier 2024, Barbaste est catégorisée commune rurale à habitat dispersé, selon la nouvelle grille communale de densité à sept niveaux définie par l'Insee en 2022.
Elle appartient à l'unité urbaine de Nérac, une agglomération intra-départementale regroupant quatre  communes, dont elle est une commune de la banlieue,,. Par ailleurs la commune fait partie de l'aire d'attraction de Nérac, dont elle est une commune de la couronne,. Cette aire, qui regroupe 17 communes, est catégorisée dans les aires de moins de 50 000 habitants,.

### Occupation des sols

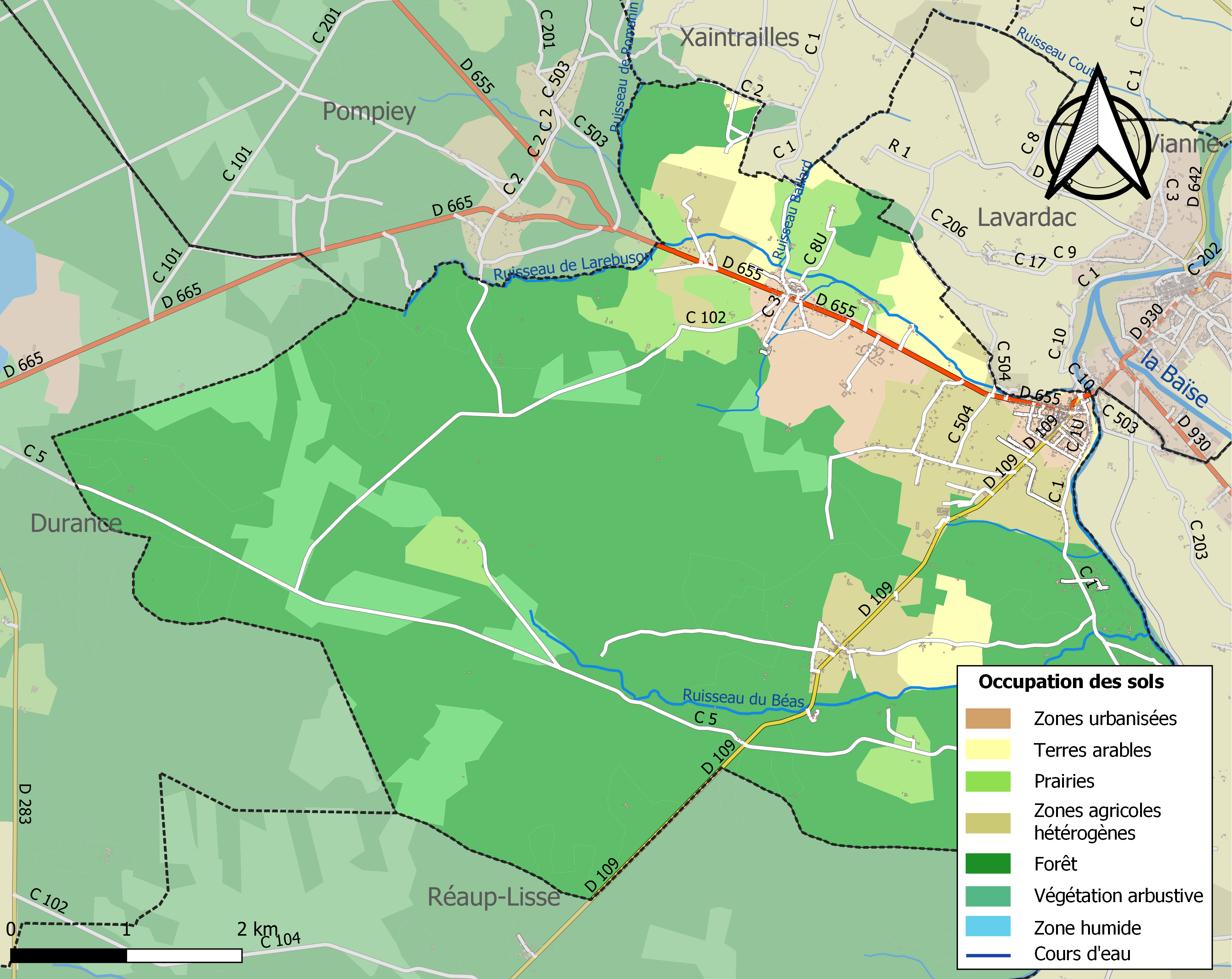
Carte des infrastructures et de l'occupation des sols de la commune en 2018 (CLC).

L'occupation des sols de la commune, telle qu'elle ressort de la base de données européenne d’occupation biophysique des sols Corine Land Cover (CLC), est marquée par l'importance des forêts et milieux semi-naturels (77,2 % en 2018), en diminution par rapport à 1990 (78,7 %). La répartition détaillée en 2018 est la suivante : 
forêts (69,2 %), zones agricoles hétérogènes (8,4 %), milieux à végétation arbustive et/ou herbacée (8 %), prairies (5,8 %), terres arables (3 %), espaces verts artificialisés, non agricoles (2,5 %), zones urbanisées (1,9 %), cultures permanentes (1,3 %). L'évolution de l’occupation des sols de la commune et de ses infrastructures peut être observée sur les différentes représentations cartographiques du territoire : la carte de Cassini (XVIIIe siècle), la carte d'état-major (1820-1866) et les cartes ou photos aériennes de l'IGN pour la période actuelle (1950 à aujourd'hui).

### Risques majeurs
Le territoire de la commune de Barbaste est vulnérable à différents aléas naturels : météorologiques (tempête, orage, neige, grand froid, canicule ou sécheresse), inondations, feux de forêts, mouvements de terrains et séisme (sismicité très faible). Il est également exposé à un risque technologique,  le transport de matières dangereuses. Un site publié par le BRGM permet d'évaluer simplement et rapidement les risques d'un bien localisé soit par son adresse soit par le numéro de sa parcelle.

#### Risques naturels
Certaines parties du territoire communal sont susceptibles d’être affectées par le risque d’inondation par une crue à  débordement lent de cours d'eau, notamment la Gélise . La commune a été reconnue en état de catastrophe naturelle au titre des dommages causés par les inondations et coulées de boue survenues en 1982, 1983, 1985, 1988, 1999, 2003, 2009 et 2021,.
Barbaste est exposée au risque de feu de forêt. Depuis le 20 avril 2016, les départements de la Gironde, des Landes et de Lot-et-Garonne disposent d’un règlement interdépartemental de protection de la forêt contre les incendies. Ce règlement vise à mieux prévenir les incendies de forêt, à faciliter les interventions des services et à limiter les conséquences, que ce soit par le débroussaillement, la limitation de l’apport du feu ou la réglementation des activités en forêt. Il définit en particulier cinq niveaux de vigilance croissants auxquels sont associés différentes mesures,.
Les mouvements de terrains susceptibles de se produire sur la commune sont des affaissements et effondrements liés aux cavités souterraines (hors mines), des glissements de terrain et des tassements différentiels. Afin de mieux appréhender le risque d’affaissement de terrain, un inventaire national permet de localiser les éventuelles cavités souterraines sur la commune.

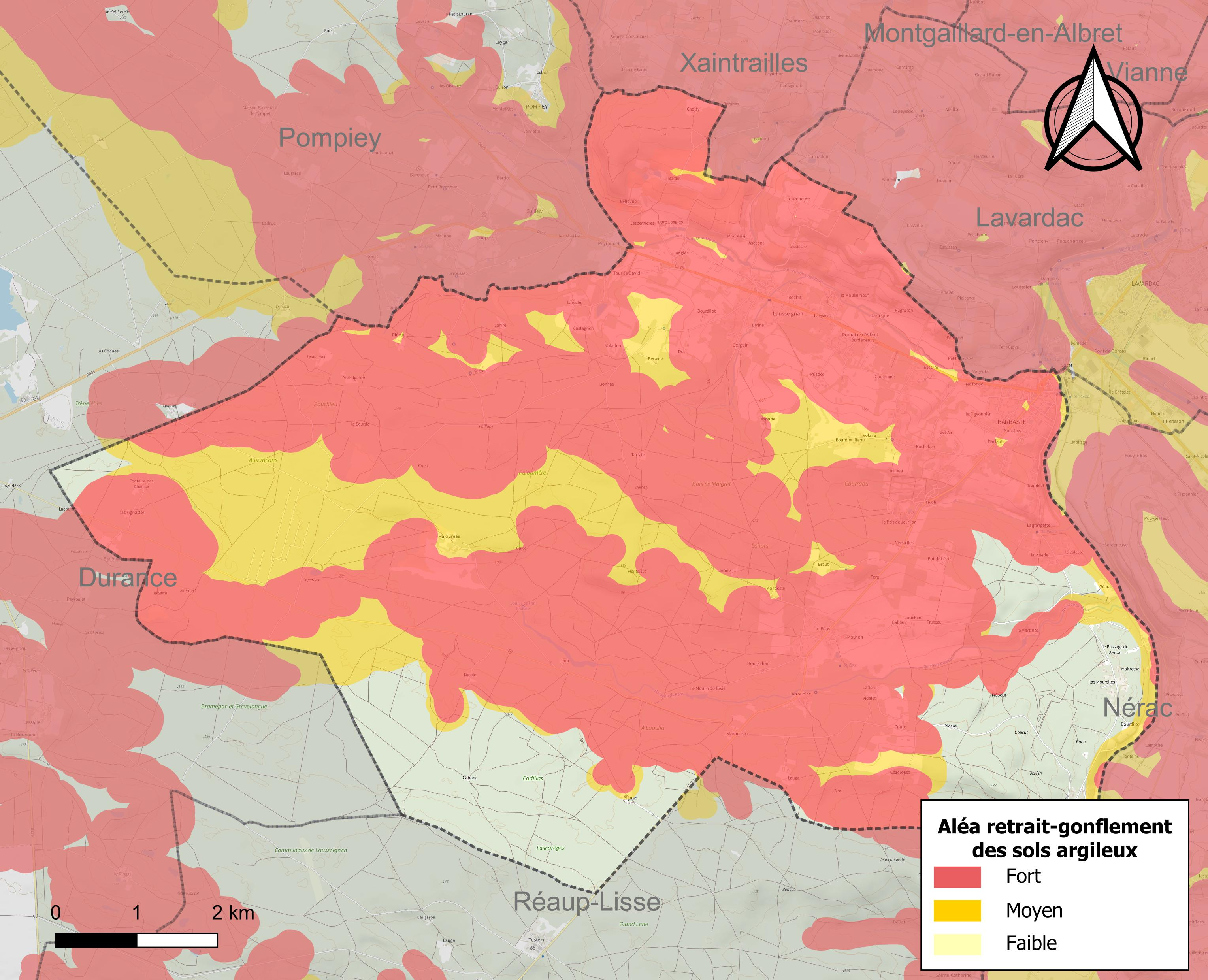
Carte des zones d'aléa retrait-gonflement des sols argileux de Barbaste.

Le retrait-gonflement des sols argileux est susceptible d'engendrer des dommages importants aux bâtiments en cas d’alternance de périodes de sécheresse et de pluie. 85 % de la superficie communale est en aléa moyen ou fort (91,8 % au niveau départemental et 48,5 % au niveau national). Depuis le 1er octobre 2020, en application de la loi ELAN, différentes contraintes s'imposent aux vendeurs, maîtres d'ouvrages ou constructeurs de biens situés dans une zone classée en aléa moyen ou fort,.
Concernant les mouvements de terrains, la commune a été reconnue en état de catastrophe naturelle au titre des dommages causés par la sécheresse en 1989, 2002, 2003, 2009, 2012 et 2017 et par des mouvements de terrain en 1999.

## Toponymie
On trouve le nom de Barbaste dès 1259 sous la graphie « Barbasta » ; l'hypothèse de Dauzat et Rostaing est qu'elle a été nommée ainsi en souvenir de la ville de Barbastro (en Aragon, en Espagne) conquise en 1060 par les chrétiens sur les Sarrazins. Bénédicte Boyrie-Fénié confirme l'idée du transfert du nom de Barbastro, avec une dissimilation de r, et cite d'autres toponymistes, Ernest Nègre et Jacques Astor, tous d'accord avec cette interprétation du nom.
La graphie occitane de Barbaste est « Barbasta ». Ainsi que le note Bénédicte Boyrie-Fénié, la ville est dans la zone de a final prononcé [ɔ], d'où [bar’bastɔ], mais il y a eu aux environs de Lavardac une évolution récente liée à l'urbanisation, qui a fait adopter la prononciation de la Gascogne occidentale voisine et du français, c'est-à-dire [bar’bastə].

## Politique et administration

### Liste des maires
| Période                                  | Période   | Identité          | Étiquette | Qualité                                                             |
| ---------------------------------------- | --------- | ----------------- | --------- | ------------------------------------------------------------------- |
| Les données manquantes sont à compléter. |           |                   |           |                                                                     |
|                                          |           |                   |           |                                                                     |
| mars 1989                                | mars 2008 | Michel Bordignon  | PS        | Retraité Cadre URSSAF, suppléant du député Alain Veyret (1997-2002) |
| mars 2008                                | mars 2014 | Bernadette Jayles | PG (FG)   |                                                                     |
| mars 2014                                | mai 2020  | Jacques Llonch    |           |                                                                     |
| mai 2020                                 | En cours  | Valérie Tonin     | DVG       | Conseillère départementale du canton de Lavardac depuis 2015        |

## Population et société

### Démographie
L'évolution du nombre d'habitants est connue à travers les recensements de la population effectués dans la commune depuis 1793. Pour les communes de moins de 10 000 habitants, une enquête de recensement portant sur toute la population est réalisée tous les cinq ans, les populations de référence des années intermédiaires étant quant à elles estimées par interpolation ou extrapolation. Pour la commune, le premier recensement exhaustif entrant dans le cadre du nouveau dispositif a été réalisé en 2005.

En 2022, la commune comptait 1 498 habitants, en évolution de −0,66 % par rapport à 2016 (Lot-et-Garonne : −0,18 %, France hors Mayotte : +2,11 %).
| 1793  | 1800  | 1806  | 1821  | 1831  | 1836  | 1841  | 1846  | 1851  |
| ----- | ----- | ----- | ----- | ----- | ----- | ----- | ----- | ----- |
| 1 150 | 1 322 | 1 271 | 1 503 | 1 530 | 1 571 | 1 715 | 1 708 | 1 782 |

| 1856  | 1861  | 1866  | 1872  | 1876  | 1881  | 1886  | 1891  | 1896  |
| ----- | ----- | ----- | ----- | ----- | ----- | ----- | ----- | ----- |
| 1 826 | 1 875 | 1 795 | 1 862 | 1 920 | 2 019 | 1 986 | 1 922 | 1 933 |

| 1901  | 1906  | 1911  | 1921  | 1926  | 1931  | 1936  | 1946  | 1954  |
| ----- | ----- | ----- | ----- | ----- | ----- | ----- | ----- | ----- |
| 1 893 | 1 876 | 1 928 | 1 543 | 1 454 | 1 437 | 1 410 | 1 404 | 1 278 |

| 1962  | 1968  | 1975  | 1982  | 1990  | 1999  | 2005  | 2006  | 2010  |
| ----- | ----- | ----- | ----- | ----- | ----- | ----- | ----- | ----- |
| 1 340 | 1 354 | 1 373 | 1 316 | 1 354 | 1 416 | 1 467 | 1 472 | 1 500 |

| 2015  | 2020  | 2022  | - | - | - | - | - | - |
| ----- | ----- | ----- | - | - | - | - | - | - |
| 1 495 | 1 501 | 1 498 | - | - | - | - | - | - |

- La population maximale semble atteinte au recensement de 1881 avec 2 019 habitants.

### Manifestations culturelles et festivités
- Stage de musique baroque de Barbaste

## Culture locale et patrimoine

### Lieux et monuments
- Pont roman sur la Gélise
- Moulin des Tours de Barbaste
- Lac du Martinet

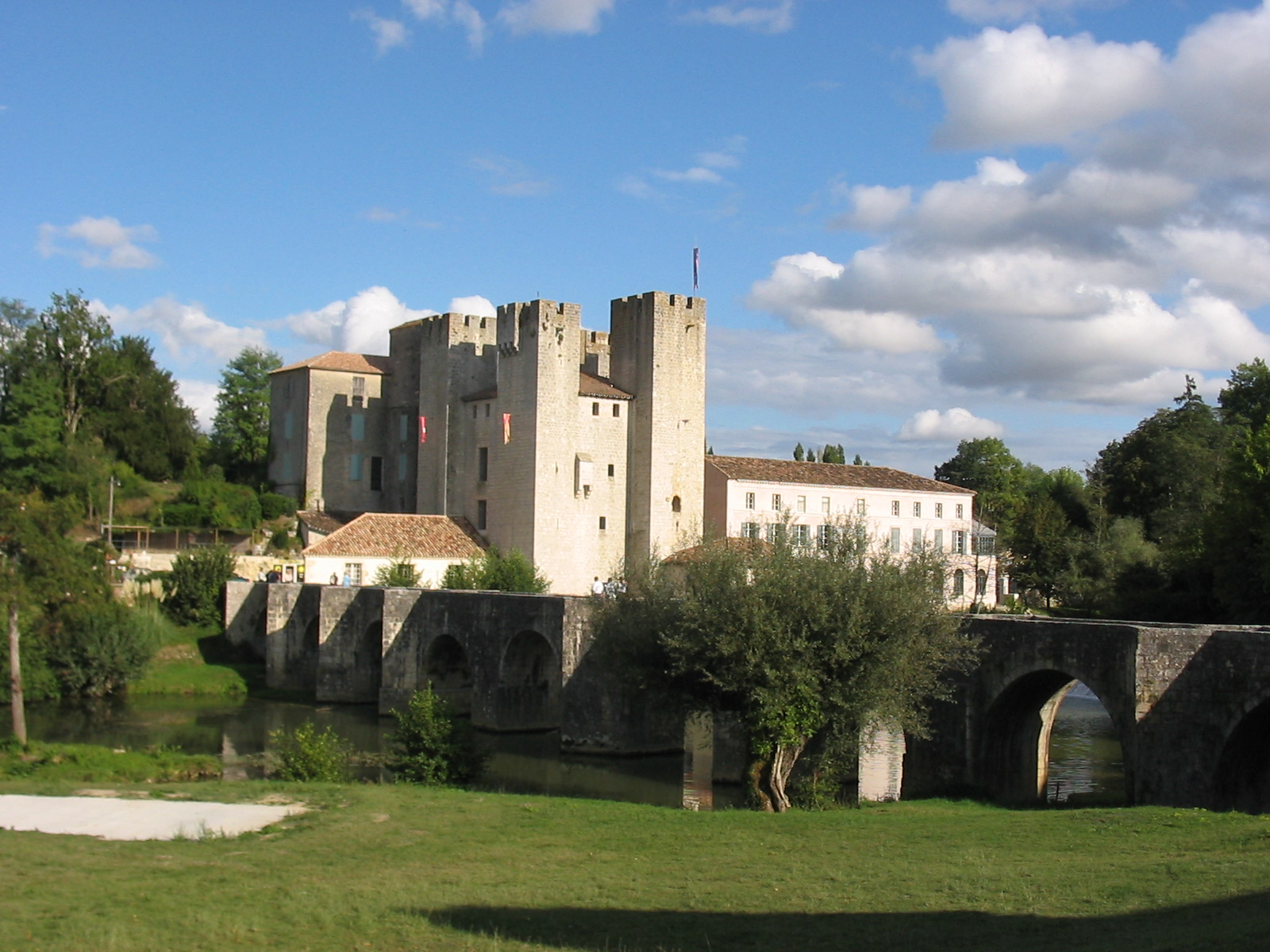
Moulin de Barbaste.

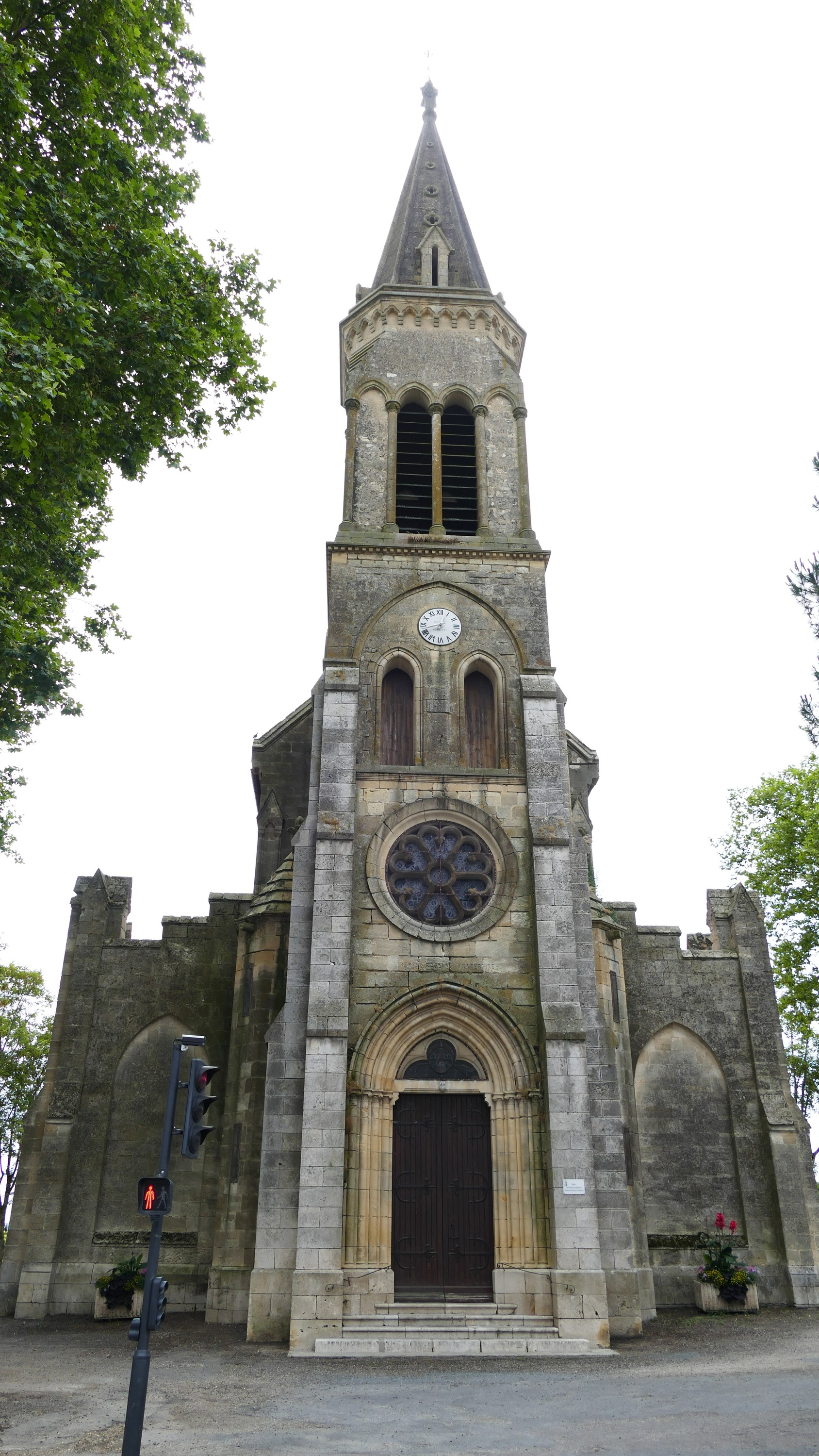
L'église Notre-Dame.

- Église Notre-Dame de Barbaste (XIXe siècle). Elle est inscrite à l'Inventaire général du patrimoine culturel[33].
- Trace de fossés
- Château de Cauderoue
- Tourelles en poivrière
- Vignoble des côtes de Buzet
- Église Saint-Jean-Baptiste de Lausseignan (XVe siècle). Elle est inscrite à l'Inventaire général du patrimoine culturel[34].
- Église Sainte Quitterie du Béas (XVIIIe siècle). Elle est inscrite à l'Inventaire général du patrimoine culturel[35].
- Pigeonnier à « Lacazeneuve »
- Forêt des Landes
- Allée funéraire du Passage-de-Serbat

### Personnalités liées à la commune
- Jean Auba (1917-2016), haut fonctionnaire et pédagogue né à Barbaste ;
- Louis Godefroy, alias Rivière, né le 4 septembre 1911 à Barbaste, mort le 6 avril 1987 à Saint-Jean de Fos (Hérault), résistant français de la Seconde Guerre mondiale, Compagnon de la Libération ;
- Félix Bertaut (1913-2003), né en Pologne de confession juive, réfugié à Bordeaux en 1933, ingénieur chimiste replié à Barbaste en 1940, avant de l'être à Grenoble où il participera aux prémisses du pôle scientifique européen ;
- Casimir Dudevant officier militaire et avocat décédé sur la commune.

### Héraldique
| Blason de Barbaste | Blason  | D'azur au pont roman de deux arches et deux demies, mouvant des flancs et de la pointe et sommé d'un château carré de quatre tours, le tout d'argent, maçonné de sable et surmonté de trois fleurs de lis d'or rangées en chef. |
| Blason de Barbaste | Détails | Le statut officiel du blason reste à déterminer. |